# Андреа Бенети
Андреа Бенети (итал. Andrea Benetti; Болоња, 15. јануар 1964) италијански је уметник. Он је аутор књиге Манифест неопећинске уметности, представљене 2009. године на 53. Бијеналу у Венецији, у павиљону Природа и снови, смештеном на Универзитету Ка Фоскари.

## Биографија
Андреа Бенети је италијански визуелни уметник, који је истраживао многе облике уметности, укључујући сликарство, фотографију, уметничко цртање, инсталације и видео уметност. Године 2006. Benetti је осмислио Манифест Нео-рупестралне уметности, који је представио 2009. на 53. Бијеналу у Венеција.
Уметност Андреа Бенетија инспирисана је, директно и индиректно, првим облицима уметности из праисторије. Бенети је проучавао стилске и концептуалне елементе пећинских слика које су створене у пећинама током праисторије и реинтерпретирао је ове симболе на савремени начин. Његова дела представљају зооморфне и антропоморфне мотиве, апстрактне геометријске облике и симболе. Уметничка дела Андреа Бенетија стварају концептуални мост између уметности праисторије и савремене уметности.
Да би дубље истражио сликарство порекла, Бенети је створио циклус дела користећи аутентичне пигменте из палеолита. Исти пигменти које је користио праисторијски човек за сликање пећинских слика на стенама пећине Фумане. Аутентичност ових пигмената потврдио је Универзитет у Ферари који је водио археолошка ископавања. Касније је део пигмената предат Бенетију да створи нова дела користећи пигменте свог „колеге“ пре 40.000 година. Овај уметнички пројекат представља симболичан гест континуитета са уметношћу порекла.
Године 2011. Андреа Бенети је наставио своја уметничка истраживања реализујући изложбу са својим делима унутар Гроте ди Кастелана. Изложба је постављена стварајући праву уметничку галерију између стеновитих зидова пећине. Овај пројекат, под називом „Сликарство се враћа у пећине“, болоњски уметник је симболично вратио уметност на место где је настала.
Технички аспект који јача везу између уметности Бенетија и природе је употреба природних материјала за стварање његових дела. Уметник користи зачине, оксиде и друге природне супстанце разблажене у води, заједно са уљаном бојом и рељефом направљеним од гипса нанесеног на платно.
Дела Андреа Бенетија налазе се у колекцијама важних музеја и институција, националних и међународних, укључујући оне Уједињених нација, Ватикана, Квириналеа и Дом депутата. Међу најновијим изложбама се памте:
- „Нео-пећинско сликарство“ (Гроте ди Кастелана, Пећина „Ла Грави“, 2011)[16]
- „Боје и звуци порекла“ (Болоња, Палата д'Акурсио, 2013)[17]
- „Порекло сликарства“ (Универзитет у Барију, Палата поште, 2014)[18]
- „VR60768 · антропоморфна фигура“ (Рим, Дом депутата, 2015)[19][20]
- „Савремена праисторија“ (Универзитет у Ферари, Палата Турки ди Баньо, 2016)[21]
- „Лица против насиља“ (Болоња, Палата д'Акурсио, 2017)[22]
- „Временске форме“ (Болоња, Палата региона, 2021)[23][24][25]
- „Боје у Венецији“ (Венеција, Палата Загури, 2023)[26]
- „Праисторијски талас“ (Милано, Простор АртеАрија, 2023)[27][28]

Године 2020. Андреа Бенетију је додељена 49. награда „Нептун д'Оро“, најважнија уметничка награда града Болоње.

## Музеји и колекције
Музеји и институције који су стекли дела Андреа Бенетија у своје колекције уметности:
- Колекција уметности Уједињених нација (Њујорк, Сједињене Државе) - Дело: "Against violence"[31]
- Колекција уметности Ватикана (Град Ватикан) - Дело: "Omaggio a Karol Wojtyła"[32]
- MACIA - Музеј савремене италијанске уметности у Америци (Сан Хосе, Костарика) - Дело: "Giochi d'infanzia"[33]
- Колекција уметности Квириналеа · Председништво Италијанске Републике · (Рим – Италија) - Дело: "Caccia VII"[34]
- Палата Монтечиторио · Италијански парламент · Дом депутата (Рим – Италија) - Дело: "9 novembre 1989"[35]
- Колекција уметности Универзитета у Ричмонду (Ричмонд - Сједињене Државе) - Дело: "Volare"
- Колекција уметности Универзитета у Ферари (Ферара – Италија) - Дело: "Ominide di Porto Badisco I"[36]
- Колекција уметности Универзитета у Барију (Бари - Италија) - Дело: "Imbarcazione con alberi"[37]
- MAMbo · Музеј модерне уметности у Болоњи (Болоња – Италија) - Дело: "Fior di Loto"[38][39]
- Museion · Музеј модерне и савремене уметности у Болцану (Болцано – Италија) - Дело: "Istinto primitivo II"[40][41]
- Колекција уметности Министарства правде и људских права у Буенос Ајресу (Буенос Ајрес - Аргентина) - Дело: "Matite spezzate"[42]
- CAMeC – Центар модерне и савремене уметности – (Ла Специја – Италија) - Дело: "Grotta dei cervi"[43]
- Музеј Ф. П. Микетија (Франкавила ал Маре – Италија) - Дело: "Tre tesi"[44]
- Музеј Освалдо Личини (Асколи Пичено - Италија) - Дело: "Ominidi e animali I"[45]
- Музеј ARTinGENIO (Пиза - Италија) - Дело: "Trittico Vespa II"[46]
- Колекција уметности општине Лече (Лече - Италија) - Дело: "La coerenza"[47]
- Колекција уметности Фондације Џакомо Касанова (Венеција - Италија) - Дело: "Omaggio a Giacomo Casanova"[48]
- Парк Мура - Трајна инсталација "Timeless shapes" (Ла Специја - Италија)[49][50]

## Награде и признања
- Учешће на 53. Бијеналу у Венецији - 2009[51]
- Награда Микети LXI - 2010[52]
- Међународна награда „Excellence“ - 2014[53]
- 49. награда „Нептун д'Оро“ - 2020[54]